# Wesselyj Kut (Bolhrad)
Wesselyj Kut (ukrainisch Веселий Кут; russisch Весёлый Кут Wesjoly Kut, deutsch und rumänisch Paris) ist ein Dorf in Bessarabien in der heutigen Ukraine (Oblast Odessa).
Die 1816 von deutschen Auswanderern gegründete Ortschaft gehörte zu diesem Zeitpunkt zum Territorium des Russischen Kaiserreiches, heute liegt das Dorf in der Oblast Odessa, Rajon Bolhrad.
Am 14. November 1945 erhielt die Ortschaft, welche bis dahin den ukrainischen Namen Parysch (Париж) trug, ihren heutigen Namen.

## Geschichte
Der Ort liegt in der historischen Landschaft Bessarabien. Das Gebiet von Bessarabien kam 1812 im Frieden von Bukarest vom osmanischen Vasallenstaat Fürstentum Moldau zusammen mit dem Budschak an das Russische Kaiserreich. Die Neuerwerbung wurde als Kolonisationsgebiet behandelt und zunächst dem Generalgouverneur von Neurussland zugeordnet. Zar Alexander I. rief in einem Manifest von 1813 deutsche Kolonisten ins Land, um die neugewonnenen Steppengebiete in Neurussland zu kolonisieren. Hier gründeten 1816 deutsche Auswanderer das Dorf Nummer 10, das anfangs den Namen Alecksüßwerth trug. Der Ort gehört zu den 24 bessarabiendeutschen Mutterkolonien. Sie wurden von Einwanderern gegründet, während Tochterkolonien später von Bewohnern der Mutterkolonien gegründet wurden. Die meisten Ortsgründer von Paris stammten aus einem Dorf in Polen, das am Warthezufluss Prosna lag. Sie waren Ende des 18. Jahrhunderts aus Mecklenburg und Pommern ausgewandert und hatten das sumpfige Land in Polen urbar gemacht. Als sie sich von einem Gutsbesitzer um ihren Lohn geprellt sahen, folgten sie dem Ruf von Zar Alexander I. und wanderten nach Bessarabien aus.
Der zunächst als Alecksüßwerth bezeichnete Ort wurde später von der russischen Kolonialverwaltung in Paris umbenannt, um damit an den Triumph der Verbündeten über Napoleon I. in Paris 1814 im Rahmen des Vaterländischen Kriegs zu erinnern.

## Dorfleben
Paris war eine der wenigen deutschen Gemeinden in Bessarabien, in denen plattdeutsch gesprochen wurde. Die Bewohner von Paris lebten von der Landwirtschaft und vom Weinbau. Daneben florierte das Gabelmacherhandwerk von hölzernen Gabeln zum Einsatz in der Getreideernte. Im Ort errichteten die deutschen Kolonisten für die bescheidenen Einkommensverhältnisse einen großzügigen Kirchenbau mit 900 Sitzplätzen. Die bessarabiendeutschen Siedler gehörten der  lutherischer Konfession im damaligen Bezirk Akkerman innerhalb des Gouvernements Bessarabien an.
Nach der sowjetischen Besetzung Bessarabiens im Sommer 1940, gedeckt vom Hitler-Stalin-Pakt, schlossen sich die etwa 1.600 bessarabiendeutschen Ortsbewohner im Herbst 1940 der Umsiedlung ins Deutsche Reich unter dem Motto Heim ins Reich an. Seither bewohnen vor allem russischstämmige Einwohner den Ort.

## Verwaltungsgliederung
Am 12. Juni 2020 wurde das Dorf ein Teil der Landgemeinde Teplyzja; bis dahin bildete es zusammen mit dem Dorf Roschtscha die Landratsgemeinde Wesselyj Kut (Веселокутська сільська рада/Wesselokutska silska rada) im Norden des Rajons Arzys.
Seit dem 17. Juli 2020 ist es ein Teil des Rajons Bolhrad.